# Vụ Hoa Kỳ phóng tên lửa vào Shayrat 2017
Vụ phóng tên lửa của Hoa Kỳ tại Syria là một loạt các tên lửa Tomahawk đã bị Hoa Kỳ bắn vào Syria vào sáng 7 tháng 4 năm 2017 trong cuộc nội chiến Syria. Cuộc tấn công được ra lệnh sau cuộc tấn công hóa học tại Khan Shaykhun vào ngày 4 tháng 4 năm 2017. Nó nhắm vào căn cứ không quân Shayrat và được dự định để tiêu diệt máy bay chiến đấu và các cơ sở liên quan. Theo tờ New York Times, trích dẫn một nguồn tin quân sự của Mỹ, nói rằng 59 tên lửa đã được phóng từ hai tàu chiến của Hải quân Mỹ vào khoảng 18:30 EST (03:30 giờ địa phương).

## Cuộc tấn công
Mục tiêu của các tên lửa hành trình Tomahawk được phóng từ các tàu khu trục hải quân Mỹ ở đông Địa Trung Hải là nhằm vào một số cơ sở ở căn cứ không quân Shayrat, bao gồm máy bay, đường băng và trạm xăng.
Đây là cuộc tấn công trực tiếp đầu tiên của Hoa Kỳ đối với chính phủ Syria trong chiến tranh Syria .
Phát biểu tại Mar-a-Lago, bang Florida, tổng thống Hoa Kỳ Donald Trump cho rằng Tổng thống Syria Bashar al-Assad đã dùng khí độc để giết nhiều dân thường. Ông cho biết đã ra lệnh tấn công vào căn cứ không quân nơi mở màn vụ tấn công hóa học. Ông cho rằng, cuộc tấn công này là " vì lợi ích thiết yếu cho an ninh quốc gia " của Mỹ.
Hoa Kỳ đã thông báo trước cho một số quốc gia, như Úc và Nga. Họ không muốn binh lính Nga trở thành nạn nhân trong cuộc tấn công này.

## Phản ứng
- Thủ tướng Úc Malcolm Turnbull khẳng định liên minh truyền thống với Hoa Kỳ trong một cuộc họp báo được tổ chức ở Sydney vài giờ sau vụ tấn công, tuyên bố cuộc đình công trên cơ sở Shayrat đã gửi "một thông điệp mạnh mẽ đến chế độ Assad". Ông cũng tuyên bố, thay mặt chính phủ, rằng họ "ủng hộ mạnh mẽ phản ứng nhanh chóng và hợp lý của Hoa Kỳ".
- Israel: Thủ tướng Benjamin Netanyahu ca ngợi hành động của Hoa Kỳ: "Trong cả lời nói và hành động, Tổng thống Trump đã gửi một thông điệp mạnh mẽ và rõ ràng ngày hôm nay rằng việc sử dụng và phổ biến vũ khí hóa học sẽ không được dung thứ. Và hy vọng rằng thông điệp giải quyết này khi hành động khủng khiếp của chế độ Assad sẽ làm nổi bật không chỉ ở Damascus, mà còn ở Tehran, Bình Nhưỡng và các nơi khác ".
- Syria: các phương tiện truyền thông của nhà nước Syria chỉ trích cuộc tấn công, gọi đó là một "hành động xâm lược", cho biết, có một số lượng thương vong không xác định từ vụ không kích.